# Polonia ai Giochi della XV Olimpiade
La Polonia ha partecipato ai Giochi della XV Olimpiade, svoltisi ad Helsinki, dal 19 luglio al 3 agosto 1952,  
con una delegazione di 125 atleti, di cui 22 donne, impegnati in 11 discipline,
aggiudicandosi 1 medaglia d'oro, 2 medaglie d'argento e 1 medaglia di bronzo.

## Medagliere

### Per discipline
| Sport       | Oro | Argento | Bronzo | Totale |
| ----------- | --- | ------- | ------ | ------ |
| Pugilato    | 1   | 1       | 0      | 2      |
| Ginnastica  | 0   | 1       | 0      | 1      |
| Canottaggio | 0   | 0       | 1      | 1      |
| Totale      | 1   | 2       | 1      | 4      |

### Medaglie
| Medaglia | Atleta            | Sport       | Evento                |
| -------- | ----------------- | ----------- | --------------------- |
| Oro      | Zygmunt Chychła   | Pugilato    | Pesi welter           |
| Argento  | Jerzy Jokiel      | Ginnastica  | Corpo libero maschile |
| Argento  | Aleksy Antkiewicz | Pugilato    | Pesi leggeri          |
| Bronzo   | Teodor Kocerka    | Canottaggio | Singolo maschile      |

## Risultati

### Calcio
| Atleta | Classifica |                    |
| --- | --- | ------------------ |
| V · D · M Nazionale olimpica polacca · Calcio ai Giochi Olimpici Estivi 1952 1 Stefaniszyn · 2 Gędłek · 3 Banisz · 4 Suszczyk · 5 Cebula · 6 Bieniek · 7 Trampisz · 8 Jaskowski · 9 Alszer · 10 Cieślik · 11 Wiśniewski · 12 Szymkowiak · 13 Glimas · 14 Kaszuba · 15 Mamoń · 16 Sobek · 17 Krasówka · CT : Matyas | 9° |                    |
| Nazionale olimpica polacca · Calcio ai Giochi Olimpici Estivi 1952 | |                    |
| 1 Stefaniszyn · 2 Gędłek · 3 Banisz · 4 Suszczyk · 5 Cebula · 6 Bieniek · 7 Trampisz · 8 Jaskowski · 9 Alszer · 10 Cieślik · 11 Wiśniewski · 12 Szymkowiak · 13 Glimas · 14 Kaszuba · 15 Mamoń · 16 Sobek · 17 Krasówka · CT: Matyas                                                                               | 1 Stefaniszyn · 2 Gędłek · 3 Banisz · 4 Suszczyk · 5 Cebula · 6 Bieniek · 7 Trampisz · 8 Jaskowski · 9 Alszer · 10 Cieślik · 11 Wiśniewski · 12 Szymkowiak · 13 Glimas · 14 Kaszuba · 15 Mamoń · 16 Sobek · 17 Krasówka · CT: Matyas | Polonia (bandiera) |